# КрАЗ-219
КрАЗ-219 — советский крупнотоннажный дорожный трёхосный грузовой автомобиль первого поколения, выпускавшийся Кременчугским автомобильным заводом (КрАЗ) на переданном с Ярославского автомобильного завода производстве с 1959 по 1963 год. Кузов — платформа с открывающимися боковыми и задним бортами. Кабина — трёхместная, деревометаллическая.

## История создания
Данный автомобиль является дальнейшим развитием автомобиля ЯАЗ-210. Разработан на Ярославском автомобильном заводе и выпускался там под маркой ЯАЗ-219 в период с 1957 по 1959 годы.
С 1959 года производство было перенесено в город Кременчуг, (Украинская ССР, Полтавская область) и сам автомобиль получил марку КрАЗ.
Линейка автомобилей КрАЗ-219 включала модели:
- КрАЗ-219 — базовая модель, шасси и бортовой
- КрАЗ-221 — седельный тягач
- КрАЗ-222 — самосвал

Все эти модели имели укороченную базу (4080+1400 мм) и были унифицированы по основным агрегатам и узлам.
В первую очередь новое семейство грузовиков получило обновленный форсированный дизельный двигатель ЯАЗ-М206 мощностью в 180 л. с. Также изменения коснулись рулевого механизма, который получил пневмоусилитель, а привод сцепления — пружинный сервомеханизм. Кроме этого грузовики получили новое «оперение» и новую более просторную дерево-металлическую кабину с лучшим обзором.
С 1965 года выпуск семейства КрАЗ-219 был прекращён. Вышла новая линейка автомобилей КрАЗ-257.

## Технические характеристики
- Колёсная формула — 6 × 4
- Снаряжённая масса автомобиля, кг — 11 300
- Грузоподъёмность автомобиля, кг — 12 000
- Полная масса автомобиля, кг — 23 510
- Двигатель:
  - модель — ЯАЗ-206
  - тип — дизельный, двухтактный (ЯАЗ-206)
  - мощность кВт (л. с.) — 132 (180)
  - расположение и число цилиндров — рядное, 6
  - рабочий объём, л — 6,97
- Коробка передач:
  - тип — механическая пятиступенчатая
- Кабина:
  - тип —
  - исполнение —
- Колёса и шины:
  - тип колёс — дисковые
  - тип шин — пневматические, камерные
  - размер шин, мм — 320—508
- Платформа:
  - платформа бортовая, с деревянными откидными бортами
  - внутренние размеры, мм — 5770×2450
- Общие характеристики:
  - максимальная скорость, км/ч — 55

## Варианты и модификации
- КрАЗ-219Б — модернизированный вариант 1962 года[2], серийно выпускался с 1963 по 1965 год.
- Э-305В — одноковшовый экскаватор на базе КрАЗ-219[3]